# Acq
Acq és un municipi francès al departament del Pas de Calais (regió de Nord – Pas de Calais). L'any 2007 tenia 449 habitants.

## Demografia

### Població
El 2007 la població de fet d'Acq era de 449 persones. Hi havia 172 famílies de les quals 36 eren unipersonals (8 homes vivint sols i 28 dones vivint soles), 60 parelles sense fills, 64 parelles amb fills i 12 famílies monoparentals amb fills.
La població ha evolucionat segons el següent gràfic:

### Habitatges
El 2007 hi havia 188 habitatges, 181 eren l'habitatge principal de la família, 1 era una segona residència i 6 estaven desocupats. Tots els 187 habitatges eren cases. Dels 181 habitatges principals, 161 estaven ocupats pels seus propietaris, 14 estaven llogats i ocupats pels llogaters i 6 estaven cedits a títol gratuït; 1 tenia una cambra, 3 en tenien dues, 7 en tenien tres, 34 en tenien quatre i 136 en tenien cinc o més. 153 habitatges disposaven pel capbaix d'una plaça de pàrquing. A 78 habitatges hi havia un automòbil i a 85 n'hi havia dos o més.

### Piràmide de població
La piràmide de població per edats i sexe el 2009 era:
| Homes | Edats   | Dones |
| ----- | ------- | ----- |
| 0     | 95 o +  | 0     |
| 0     | 90 a 94 | 0     |
| 4     | 85 a 89 | 0     |
| 4     | 80 a 84 | 12    |
| 16    | 75 a 79 | 8     |
| 0     | 70 a 74 | 8     |
| 20    | 65 a 69 | 16    |
| 4     | 60 a 64 | 16    |
| 20    | 55 a 59 | 4     |
| 8     | 50 a 54 | 24    |
| 16    | 45 a 49 | 4     |
| 20    | 40 a 44 | 28    |
| 24    | 35 a 39 | 24    |
| 12    | 30 a 34 | 32    |
| 16    | 25 a 29 | 24    |
| 4     | 20 a 24 | 20    |
| 12    | 15 a 19 | 24    |
| 32    | 10 a 14 | 16    |
| 20    | 5 a 9   | 12    |
| 12    | 0 a 4   | 12    |

## Economia
El 2007 la població en edat de treballar era de 292 persones, 213 eren actives i 79 eren inactives. De les 213 persones actives 199 estaven ocupades (107 homes i 92 dones) i 14 estaven aturades (7 homes i 7 dones). De les 79 persones inactives 25 estaven jubilades, 32 estaven estudiant i 22 estaven classificades com a «altres inactius».

### Ingressos
El 2009 a Acq hi havia 196 unitats fiscals que integraven 501 persones, la mediana anual d'ingressos fiscals per persona era de 21.966 €.

### Activitats econòmiques
Dels 23 establiments que hi havia el 2007, 1 era d'una empresa extractiva, 2 d'empreses alimentàries, 2 d'empreses de fabricació d'altres productes industrials, 3 d'empreses de construcció, 3 d'empreses de comerç i reparació d'automòbils, 1 d'una empresa de transport, 2 d'empreses d'hostatgeria i restauració, 2 d'empreses financeres, 1 d'una empresa immobiliària, 1 d'una empresa de serveis, 2 d'entitats de l'administració pública i 3 d'empreses classificades com a «altres activitats de serveis».
Dels 2 establiments de servei als particulars que hi havia el 2009, 1 era una lampisteria i 1 empresa de construcció.
Els dos establiments comercials que hi havia el 2009 eren fleques.
L'any 2000 a Acq hi havia nou explotacions agrícoles que ocupaven un total de 639 hectàrees.

## Equipaments sanitaris i escolars
El 2009 hi havia una escola elemental integrada dins d'un grup escolar amb les comunes properes formant una escola dispersa.

## Poblacions properes
El següent diagrama mostra les poblacions més properes.